# بازیگر (فیلم ۱۳۷۸)
بازیگر فیلمی به کارگردانی و نویسندگی محمدعلی سجادی ساختهٔ سال ۱۳۷۸ است.

## خلاصه داستان
هرمز هدایتی بدنبال ورشکستگی خود، برای رهایی از طلبکاران طی صحنه سازی برادرش حامد در سانحه آتش‌سوزی متواری شده و ناپدید می‌گردد. رؤیا همسر هرمز که حامد را در مرگ همسرش مقصر می‌داند پس از ملاقات با علی که شباهت زیادی به هرمز دارد از او تقاضای کمک می‌کند. هرمز که پس از ماجرای مرگ ساختگی خود در لاک انزوا فرورفته است با دیدن علی و شباهت زیادش به خود تصمیم به قتل او می‌گیرد؛ ولی حامد که با باطل شدن شناسنامه هرمز صاحب اموال او شده است علی را نجات می‌دهد. علی پس از نجات خود نزد رؤیا رفته و او را از زنده بودن هرمز آگاه می‌سازد سرانجام هرمز در جریان درگیری خود با حامد کشته می‌شود و علی و رؤیا با هم ازدواج می‌کنند.

## بازیگران
- حبیب اسماعیلی
- نیکی کریمی
- محمدرضا شریفی‌نیا
- حمیده خیرآبادی
- غلامحسین لطفی
- محمود جعفری
- امین زندگانی
- محمد ورشوچی
- محمود بهرامی
- ابراهیم تفرشی
- رحمان مقدم
- محمود عزیزی